# 熊本県道26号本渡牛深線
熊本県道26号本渡牛深線（くまもとけんどう26ごう ほんどうしぶかせん）は、熊本県天草市を通る県道（主要地方道）である。

## 概要
天草市亀場町亀川から天草市久玉町に至る。当県道の半分以上が海沿いを走る。道路に関しては広くなったり狭くなったりの連続でかなりの山道が続き、一部離合が難しい区間があるため、西海岸を走る国道389号より交通量は少ない。
天草市河浦町松崎地区にある松崎トンネルは高さ3.8 m制限がされている。

### 路線データ
- 起点：天草市亀場町亀川（天草工高前交差点、国道324号交点）
- 終点：天草市久玉町（久玉町交差点、国道266号交点）

## 歴史
- 1968年（昭和43年）3月31日 - 路線認定
- 1993年（平成5年）5月11日 - 建設省から、県道本渡牛深線が本渡牛深線として主要地方道に指定される[1]。

## 路線状況

### 重複区間
- 熊本県道289号大多尾新合線（天草市新和町小宮地）

### 道路施設

#### 橋梁
- 大宮地橋（大宮地川、天草市）

#### トンネル
- 松崎隧道：延長139 m、1943年（昭和18年）竣工、天草市（高さ制限3.8 m）

## 地理

### 通過する自治体
- 天草市

### 交差する道路
| 交差する道路                           | 交差する場所   | 交差する場所            |
| -------------------------------------- | -------------- | ----------------------- |
| 国道324号                              | 亀場町亀川     | 天草工高前交差点 / 起点 |
| 熊本県道295号錦島釜線                  | 楠浦町         |                         |
| 熊本県道278号宮地岳本渡線              | 楠浦町         |                         |
| 熊本県道287号大宮地宮地岳線            | 新和町大宮地   |                         |
| 熊本県道289号大多尾新合線 重複区間起点 | 新和町小宮地   |                         |
| 熊本県道289号大多尾新合線 重複区間終点 | 新和町小宮地   |                         |
| 熊本県道326号碇石中田線                | 新和町中田     |                         |
| 熊本県道285号宮野河内新合線            | 河浦町宮野河内 |                         |
| 熊本県道288号深海線                    | 深海町         |                         |
| 国道266号                              | 久玉町         | 久玉町交差点 / 終点     |

### 沿線
- 熊本県立天草工業高等学校
- 深海郵便局
- 久玉郵便局